# Jean-Claude Couloumina
Pas d'image ? Cliquez ici

a Compétitions nationales et continentales officielles uniquement.

Jean-Claude Couloumina est un joueur français de rugby à XIII, né le 30 décembre 1952  à Montpellier et mort le 21 novembre 2024 à Carcassonne.

## Biographie
Surnommé « La pompe » car il  servait à la station essence de ses parents, Jean-Claude Couloumina se forme au rugby à la maison des jeunes sous la direction de Louis Delon.
Membre de l’AS Carcassonne XIII, il participe à plusieurs Championnat de France de rugby à XIII. En 1974, son équipe est battue par le XIII limouxin lors du barrage d’accession pour les quarts de finale. En 1976, avec le Saint-Jacques XIII, ils échouent à se qualifier pour la phase finale du championnat. En 1977, de nouveau avec le Carcassonne de Guy Alard et Bernard Guilhem, il devint vice-champion de France de rugby à XIII, en étant battu par Albi. Avec le même club, il gagna une Coupe de France, en 1977. Il fut également joueur du club de La Redorte et de Pennautier,.
Après sa carrière sportive, il se consacra à son garage Peugeot, situé avenue Général Leclerc à Carcassonne.
Il meurt le 21 novembre 2024 à Carcassonne où il repose au cimetière La Conte.

## Palmarès

### Rugby a XIII
- Collectif :
  - Finaliste du Championnat de France : 1977 (AS Carcassonne XIII)
  - Vainqueur de la Coupe de France : 1977 (AS Carcassonne XIII)

#### Statistiques en club
| Saison    | Saison              | Championnat           | Championnat                   | Coupe           | Coupe      | Sélection | Sélection | Sélection | Sélection | Sélection | Sélection | Sélection |
| Saison    | Saison              | Comp.                 | Class.                        | Comp.           | Class.     | Comp.     | M         | Pts       | Ess.      | Buts      | Dp.       |           |
| --------- | ------------------- | --------------------- | ----------------------------- | --------------- | ---------- | --------- | --------- | --------- | --------- | --------- | --------- | --------- |
| 1973-1974 | AS Carcassonne XIII | Championnat de France | 1/8 finale                    | Coupe de France |            |           |           |           |           |           |           |           |
| 1974-1975 | AS Carcassonne XIII | Championnat de France | 1/4 finale                    | Coupe de France | 1/8 finale |           |           |           |           |           |           |           |
| 1975-1976 | Saint-Jacques XIII  | Championnat de France | Éliminé avant la phase finale | Coupe de France | 1/8 finale |           |           |           |           |           |           |           |
| 1976-1977 | AS Carcassonne XIII | Championnat de France | Finaliste                     | Coupe de France | Champion   |           |           |           |           |           |           |           |